# Mysteria minuta
Mysteria minuta là một loài bọ cánh cứng trong họ Cerambycidae.